# 内路駅
座標: 北緯49度6分28秒 東経142度57分52秒 / 北緯49.10778度 東経142.96444度
内路駅（ないろえき）は、かつて樺太敷香郡内路村に存在した鉄道省樺太東線の駅。ここでは鉄道省省営自動車内恵線の基地となった省営自動車内路自動車区についても同時に述べる。

## 歴史
- 1936年（昭和11年）8月30日 - 樺太鉄道南新問駅 - 敷香駅間(43.0km)延伸開業により設置。
- 1938年（昭和13年） - 内路 - 恵須取間の内恵道路開通により樺太庁庁鉄バス内恵線(107.3km)の運行を開始。
- 1941年（昭和16年）4月1日 - 樺太鉄道の国有化により、樺太庁鉄道東海岸線の駅となる。
- 1943年（昭和18年）4月1日 - 南樺太の内地化にともない、鉄道省（国有鉄道）に編入。庁鉄バスから鉄道省内路自動車区が設置され、内恵線もそれに編入される。
- 1944年（昭和19年） - 北海道様似自動車区より石炭バス6台が内路自動車区に配置換えとなる。
- 1945年（昭和20年）8月 - ソ連軍が南樺太へ侵攻、占領し、駅も含め全線がソ連軍に接収される。
- 1946年（昭和21年）
  - 2月1日 - 日本の国有鉄道の駅としては書類上廃止。
  - 4月1日 - ソ連国鉄に編入。ロシア語駅名は「ガスチェーロ」。

## 駅名の由来
当駅の所在する地名からであり、地名はアイヌ語の「ナイ・オロ」（川の所、川に沿った所）による。

## 運行状況
- 1945年当時
  - 鉄道は上り元泊駅行き2本と白浦駅行きと大泊駅行きと大泊港駅行き各1本であった。下りは敷香駅行きが4本と上敷香駅行きが1本であった[2]。
  - バスは恵須取まで6時間07～19分で結んでいた。内恵線は冬季は運休していた。
    - 内路発は6時11分発恵須取12時30分着、9時11分発15時30分着、12時11分発18時30分着であった。
    - 恵須取発は6時10分発内路12時29分着、9時10分発15時29分着、12時10分発18時17分着であった。

現在はポロナイスク駅、チーハヤ駅発着の1往復、ユジノサハリンスク駅、ノグリキ駅発着の特急1往復のみ停車する。

## 駅周辺
- 内路飛行場
- 内路村役場

## 隣の駅
鉄道省樺太鉄道局
樺太東線
泊岸駅 - 内路駅 - 床佐駅